# 10239 Германн
10239 Германн (10239 Hermann) — астероїд головного поясу, відкритий 10 жовтня 1998 року.
Тіссеранів параметр щодо Юпітера — 3,093.